# Hilari de Frígia
Hilari de Frígia (en grec antic, Ἱλάριος, Hilários) va ser un endeví i intèrpret d'oracles que, juntament amb el seu col·lega Patrici és citat per l'historiador Ammià Marcel·lí.
A finals del segle IV dC, un cert Pal·ladi va acusar Fistidi (un ex-governador), Pergami i Ireneu d'haver intentat saber mitjançant "pràctiques nefandes" qui seria el successor de l'emperador Valent. Fistidi va ser detingut i va confessar, implicant en la seva declaració també Hilari i Patrici "experts en l'endevinació". Va explicar que les "sortes" els sortilegis, moguts per aquests dos personatges amb tècniques secretes, havien anunciat l'arribada d'un nou emperador i un final trist per a aquells que ho havien consultat.
Més endavant, després d'haver-los sotmès a tortura, Hilari i Patrici van donar detalls de la tècnica que van utilitzar. Van construir amb fusta d'oliver un trípode, semblant als de Delfos, i el van consagrar segons un estricte ritual. Van situar el trípode al centre de la casa, que havia estat purificada amb encens, i van posar-li al damunt un plat on hi havia escrites les vint-i-quatre lletres de l'alfabet grec perfectament separades l'una de l'altra. L'oficiant, amb vestit de cerimònia i després d'haver resat als déus (possiblement Apol·lo), es va posar damunt del plat amb un anell suspès d'un fil. L'anell, movent-se sol, s'aturava sobre algunes lletres formant les respostes en hexàmetres, tal com feia l'oracle de Delfos. Finalment, quan van fer una pregunta sobre el nom del futur emperador, l'oracle va començar dient THEO, i un dels presents va dir Teodor, cosa que va fer callar l'oracle. Aquest fet va impedir conèixer el nom vertader de l'emperador següent, que era Teodosi i no el notari Teodor. En la mateixa cerimònia d'endevinació, Hilari i Patrici van anunciar la seva pròpia mort, però van advertir perills per als jutges que els jutjaven i per l'emperador. Totes aquestes prediccions es van complir aviat, ja que els inculpats en el cas van ser condemnats a mort, per ordre de Valent.